# Edenton
Edenton – miasto w Stanach Zjednoczonych, w stanie Karolina Północna, ośrodek administracyjny hrabstwa Chowan, położone na północnym brzegu zatoki Albemarle Sound.
Założona około 1660 roku, była to pierwsza stała osada angielska na terenie Karoliny Północnej.